# Свети Стефан (остров)
Вижте пояснителната страница за други значения на Свети Стефан.
Свети Стефан е остров със селище в близост до Будва, Черна гора.
Островът е заселен и има 3 църкви, като най-старата е посветена на Свети Стефан, а другите 2 - на Александър Невски и на Преображение Господне.
Най-старият запазен документ за острова е от 1431 г., когато неговите жители под османска угроза се поставят под властта на Венецианската република. През 1442 г. е изградена крепостната стена, за да го предпазва от нападенията на османците и пиратите.
Остров „Свети Стефан“ е световноизвестна туристическа дестинация и атракция. На острова има жилище Клаудия Шифер, а редовни круизи към него правят редица световноизвестни звезди от шоубизнеса.